# 修正会
修正会（しゅしょうえ）とは、仏教寺院において毎年1月に行われる法会。修正月会ともいう。

## 概要

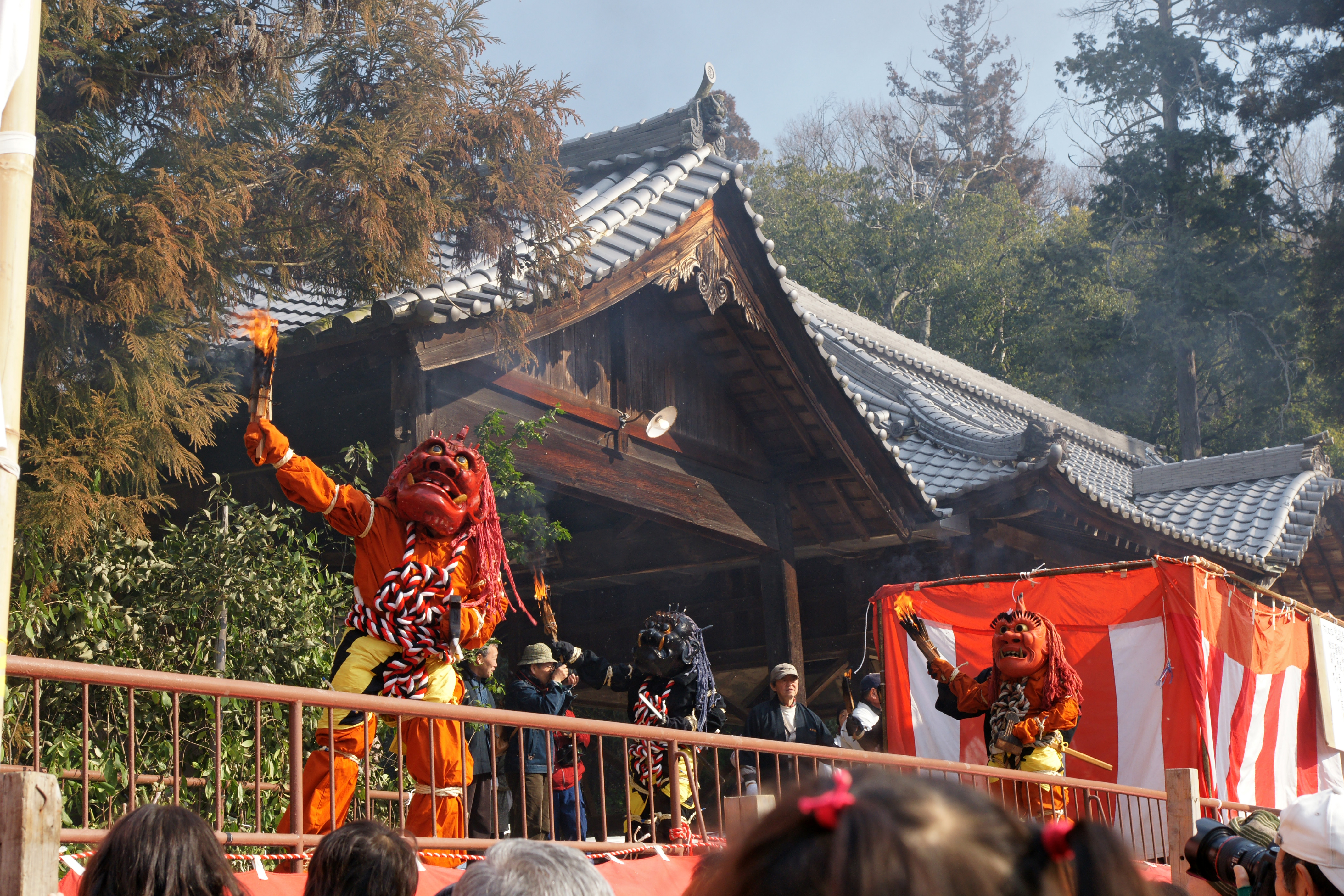
鬼追式（三木市大宮八幡宮・高野山月輪寺）

この法会は、前年を反省して悪を正し、新年の国家安泰、五穀豊穣などを祈願するものである。期間は基本的に7日間であるが、寺院などによって期間が異なる。追儺式として鬼追式などが行われる。

## 歴史
日本においては、759年（天平宝字3年）以前から官立の大寺院などで吉祥天を本尊とする悔過会が行われており、767年（神護景雲元年）からは国分寺において吉祥天悔過会が行われるようになった。平安時代に入ると、827年（天長4年）平安京の東寺・西寺において薬師如来を本尊とする悔過会が行われるようになった。